# Епархия Фабриано-Мателики
Епархия Фабриано-Мателики (лат. Dioecesis Fabrianensis-Mathelicensis, итал. Diocesi di Fabriano-Matelica) – епархия Римско-католической церкви, в составе митрополии Анкона-Озимо, входящей в церковную область Марке. В настоящее время епархией управляет епископ Джанкарло Вечеррика. Викарный епископ – Луиджи Монти.
Клир епархии включает 72 священников (45 епархиальных и 27 монашествующих священников), 33 монаха, 94 монахинь.
Адрес епархии: Piazza Giovanni Paolo II, 2 - 60044 Fabriano (Ancona), Italia. Телефон: 0732 3049. Факс: 0732 22142. Электронная почта: curia@fabriano-matelica.chiesacattolica.it.

## Территория
В юрисдикцию епархии входят 58 приходов в 6 коммунах Марке: 5 в провинции Анкона — Черрето д’Эзи, Фабриано, Дженга, Сассоферрато и фракция Домо в коммуне Серра Сан Квирико и 1 в провинции Мателика — Мателика.
Все приходы образуют 4 деканата: Черрето д’Эзи, Фабриано, Мателика и Сассоферрато-Дженга.
Кафедра епископа находится в городе Фабриано — в местном соборе. В городе Мателика находится сокафедральный Собор Санта Мария Ассунта.

## История
Кафедра Мателики была основана в начале V века. Известны имена лишь двух её епископов — Эквиция, участника Римского собора 487 года при папе римском Феликсе II, и Фьоренцо, который в 551 году от имени папы Вигилия на соборе в Константинополе выступил против Феодора Кесарийского. Епархия Мателики прекратила своё существование во время завоевания Италии лангобардами. Сама Мателика в 578 году попала под юрисдикцию епископов Камерино.
15 ноября 1728 года папа римский Бенедикт XIII присвоил Фабриано статус города и основал здесь кафедру, присвоив церкви Святого Венанция статус собора. Епархия Фабриано была основана на территории, взятой у епархии Камерино, Обе епархии были объединены под единым управлением по принципу aeque principaliter.
8 июля 1785 года папа римский Пий VI буллой Saepe factum est восстановил древнюю епархию Мателики и объединил её с епархией Фабриано, вне юрисдикции епархии Камерино, по принципу aeque principaliter. При этом Мателика была поставлена под прямое ведение Святого Престола.
30 сентября 1986 года Конгрегации по делам епископов признала полное слияние кафедр Фабриано и Мателики, и епархия получила новое название Фабриано-Мателики.

## Ординарии архиепархии

### Кафедра Мателики
- Эквицио (487);
- Фьоренцо (551).

### Кафедра Камерино и Фабриано
- Козма Торрелли (15.11.1728 — 27.08.1736);
- Ипполито Росси ди Сан-Секондо (26.09.1736 — 17.01.1746) — назначен епископом Сенигалии;
- Франческо Вивиани (18.04.1746 — 30.12.1767);
- Луиджи Амичи (20.06.1768 — 08.07.1785).

### Кафедра Фабриано и Мателики
- Никола Цоппетти (26.09.1785 — 12.07.1796) — августинец-еремит;
  - Sede vacante (1796 — 1800);
- Джованни Франческо Каппелетти (11.08.1800 — 26.08.1806) — назначен епископом Асколи Пичено;
- Доменико Буттаони[итал.] (26.08.1806 — 15.08.1822);
- Пьетро Бальдуччи (27.09.1822 — 18.07.1837);
- Франческо Фальди (02.10.1837 — 18.11.1858);
- Антонио Мария Валенциани (23.12.1858 — 20.02.1876);
- Леопольдо Анджело Сантанке (03.04.1876 — 10.02.1883) — францисканец-реформат;
- Макарио Сорини (15.03.1883 — 12.06.1893) — назначен титулярным архиепископом Филипполиса;
- Аристиде Гольфьери (18.03.1895 — 29.11.1895) — назначен епископом Читта ди Кастелло;
- Лучано Джентилуччи (29.11.1895 — 14.09.1909);
- Пьетро Дзанолини[итал.] (22.02.1910 — 06.07.1913) — назначен епископом Лоди;
- Андреа Кассуло (15.04.1914 — 24.01.1921) — назначен титулярным архиепископом Леонтополиса;
- Луиджи Эрмини (13.06.1921 — 1945);
- Лучо Крешенци (10.07.1945 — 19.02.1960);
- Макарио Тинти (17.05.1960 — 31.05.1978);
- Луиджи Скуппа (31.05.1978 — 30.09.1986) — назначен епископом Фабриано-Мателики.

### Кафедра Фабриано-Мателики
- Луиджи Скуппа (30.09.1986 — 26.11.2001);
- Джанкарло Вечеррика[итал.] (с 30 декабря 2002 года — по настоящее время).

## Статистика
На конец 2006 года из 54 850 человек, проживающих на территории епархии, католиками являлись 52 000 человек, что соответствует 94,8% от общего числа населения епархии.
| год  | население | население | население | священники | священники        | священники         | священники                           | постоянные диаконы | монахи  | монахи  | приходы |
| год  | католики  | всего     | %         | всего      | белое духовенство | черное духовенство | число католиков на одного священника | постоянные диаконы | мужчины | женщины | приходы |
| ---- | --------- | --------- | --------- | ---------- | ----------------- | ------------------ | ------------------------------------ | ------------------ | ------- | ------- | ------- |
| 1950 | 28.000    | 28.000    | 100,0     | 63         | 45                | 18                 | 444                                  |                    | 37      | 120     | 35      |
| 1970 | 38.387    | 38.409    | 99,9      | 137        | 98                | 39                 | 280                                  |                    | 48      | 144     | 46      |
| 1980 | 38.800    | 39.200    | 99,0      | 89         | 53                | 36                 | 435                                  | 1                  | 47      | 112     | 48      |
| 1990 | 51.300    | 51.622    | 99,4      | 112        | 64                | 48                 | 458                                  |                    | 67      | 135     | 58      |
| 1999 | 53.630    | 54.130    | 99,1      | 81         | 55                | 26                 | 662                                  |                    | 34      | 97      | 58      |
| 2000 | 53.730    | 54.830    | 98,0      | 76         | 52                | 24                 | 706                                  |                    | 32      | 95      | 58      |
| 2001 | 53.641    | 54.591    | 98,3      | 79         | 51                | 28                 | 679                                  |                    | 32      | 94      | 58      |
| 2002 | 53.900    | 54.900    | 98,2      | 73         | 49                | 24                 | 738                                  |                    | 28      | 92      | 58      |
| 2003 | 53.720    | 54.950    | 97,8      | 70         | 47                | 23                 | 767                                  |                    | 27      | 91      | 58      |
| 2004 | 53.000    | 54.188    | 97,8      | 78         | 49                | 29                 | 679                                  |                    | 35      | 98      | 58      |
| 2006 | 52.000    | 54.850    | 94,8      | 72         | 45                | 27                 | 722                                  |                    | 33      | 94      | 58      |